# Liste de monarques déchus au XXe siècle

Monarques déchus au XXe siècle par pays.

## Abou Dabi
- Shakhbut bin Sultan Al Nahyan, né en 1905, mort en 1989, émir d'Abou Dabi de 1928 à 1966.

## Afghanistan
- Amanullah, né en 1892, mort en 1960, émir de 1919 à 1926 puis roi d'Afghanistan de 1926 à 1929.
- Inayatullah Shah, né en 1888, mort en 1946, roi d'Afghanistan en 1929.
- Mohammad Zahir Shah, né en 1914, mort en 2007, roi d'Afghanistan de 1933 à 1973.

## Albanie
- Otto Ier, né en 1872, mort en 1958, Roi d'Albanie autoproclamé en 1913 (3 jours).
- Guillaume de Wied, né en 1876, mort en 1945, prince d'Albanie de février à septembre 1914.
- Zog Ier, né en 1895, mort en 1961, roi d'Albanie de 1928 à 1939.
- Victor-Emmanuel III, né en 1869, mort en 1947, roi d'Albanie de 1939 à 1943.

## AllemagneetÉtats allemands
- Otton Ier, né en 1848, mort en 1916, roi de Bavière de 1886 à 1913.
- Guillaume II, né en 1859, mort en 1941, roi de Prusse et empereur allemand de 1888 à 1918.
- Louis III, né en 1845, mort en 1921, roi de Bavière de 1913 à 1918.
- Frédéric-Auguste III, né en 1865, mort en 1932, roi de Saxe de 1904 à 1918.
- Guillaume II, né en 1848, mort en 1921, roi de Würtemberg de 1891 à 1918.
- Frédéric II, né en 1857, mort en 1928, grand-duc de Bade de 1907 à 1918.
- Frédéric-François IV, né en 1882, mort en 1945, grand-duc de Mecklembourg-Shwerin de 1897 à 1918 et de Mecklembourg-Strelitz en 1918.
- Frédéric-Auguste II, né en 1852, mort en 1931, grand-duc d'Oldenbourg de 1900 à 1918.
- Guillaume-Ernest, né en 1876, mort en 1923, grand-duc de Saxe-Weimar-Eisenach de 1901 à 1918.
- Charles-Édouard, né en 1884, mort en 1954, duc de Saxe-Cobourg-Gotha de 1900 à 1918.
- Adolphe II, né en 1883, mort en 1936, prince de Schaumbourg-Lippe de 1911 à 1918.
- Gonthier-Victor, né en 1852, mort en 1925, prince de Schwarzbourg-Rüdolstadt de 1890 à 1918 et de Schwarzbourg-Sondershausen de 1909 à 1918.
- Frédéric II de Waldeck-Pyrmont, né en 1865, mort en 1946, prince de Waldeck-Pyrmont de 1893 à 1918.
- Léopold IV, né en 1871, mort en 1949, prince de Lippe de 1905 à 1918.

## Andorre
- Boris Skossyreff, né en 1896, mort en 1989, roi d'Andorre du 8 au 21 juillet 1934.

## Arabie saoudite
- Saoud IV ben Abdelaziz Al Saoud, né en 1902, mort en 1969, roi d'Arabie-Saoudite de 1953 à 1964.

## Asir
- Ali II d'Asir, né en 1905, mort en 1977, émir d'Asir de 1923 à 1926.
- Hassan Ier, né en 1887, mort en 1966, émir d'Asir de 1926 à 1934.

## Autriche
- Charles Ier, né en 1887, mort en 1922, empereur d'Autriche de 1916 à 1918.

## Belgique
- Léopold III, né en 1901, mort en 1983, roi des Belges de 1934 à 1951.

## Bohême
- Charles III, né en 1887, mort en 1922, roi de Bohême de 1916 à 1918.

## Boukharie
- Mohammed-Alim-Khan, né en 1880, mort en 1943, émir de Boukhara de 1911 à 1920.

## Bulgarie
- Ferdinand Ier, né en 1861, mort en 1948, prince de 1887 à 1908 puis roi de Bulgarie de 1908 à 1918.
- Siméon II, né en 1937, roi de Bulgarie de 1943 à 1946.

## Cambodge
- Norodom Sihanouk, né en 1922, mort en 2012, roi de Cambodge de 1941 à 1955 et de 1993 à 2004.

## Charjah
- Khalid bin Ahmad Al Qasimi II, né en 1878, mort en 1937, émir de Charjah de 1914 à 1924.
- Saqr bin Sultan Al Qasimi III, né en 1925, mort en 1993, émir de Charjah de 1951 à 1965.

## Corée
- Kojong, né en 1852, mort en 1919, roi de 1864 à 1897, puis empereur de Corée de 1897 à 1907.
- Sunjong, né en 1874, mort en 1926, empereur de Corée de 1907 à 1910.

## Croatie
- Tomislav II, né en 1900, mort en 1948, roi de Croatie de 1941 à 1943.

## Égypte
- Farouk Ier, né en 1920, mort en 1965, roi d'Égypte de 1936 à 1952
- Fouad II, né en 1952, roi d'Égypte de 1952 à 1953

## Espagne
- Alphonse XIII, né en 1886, mort en 1941, roi d'Espagne de 1886 à 1931.

## Éthiopie
- Iyasou V, né en 1895, mort en 1935, empereur d'Éthiopie de 1913 à 1916.
- Haïlé Sélassié Ier, né en 1892, mort en 1975, empereur d'Éthiopie de 1930 à 1974.

## Finlande
- Nicolas II, né en 1868, mort en 1918, grand-duc de Finlande de 1894 à 1917.
- Frédéric-Charles Ier (Friedrich Karl Ludwig Konstantin von Hessen-Kassel), né en 1868, mort en 1940, pressenti pour devenir roi de Finlande en 1918.

## Grèce
- Constantin Ier, né en 1868, mort en 1923, roi de Grèce de 1913 à 1917 et de 1920 à 1922.
- Georges II, né en 1890, mort en 1947, roi de Grèce de 1922 à 1924 et de 1935 à 1947.
- Constantin II, né en 1940, mort en 2023, roi de Grèce de 1964 à 1973.

## Haïl (Djebel-Chammar)
- Abdul-Aziz II, né en 1906, mort en 1947, émir du Djebel-Chammar de 1920 à 1921.
- Mohammed II, mort en 1954, émir du Djebel-Chammar en 1921.

## Hedjaz
- Ali VI, né en 1859, mort après 1932, émir de Hedjaz de 1905 à 1908.
- Hussein ibn Ali, né en 1853, mort en 1931, émir de 1908 à 1916 puis roi du Hedjaz de 1916 à 1924.
- Ali VII, né en 1879, mort en 1935, roi du Hedjaz de 1924 à 1925.

## Hongrie
- Charles IV, né en 1887, mort en 1922, roi de Hongrie de 1916 à 1918.

## IndeetÉtats princiers des Indes
Tous les changements suivants sont consécutifs au retrait du gouvernement britannique et la création des deux États : l'Inde et le Pakistan.
- Édouard VIII, né en 1894, mort en 1972, empereur des Indes en 1936.
- George VI, né en 1895, mort en 1952, empereur des Indes de 1936 à 1948.
- Punya-Pratap-Singh, né en 1884, mort en 1958, Sawai Mahârâja d'Ajaigarh de 1942 à 1950.
- Vijaya-Singh Râo Bhonsla, né en 1915, mort en 1952, radjah d'Akalkot de 1923 à 1948.
- Raghuraj-Singh, mort en 1970, radjah d'Alipura de 1934 à 1950.
- Surendra-Singh, né en 1923, mort en 1996, radjah d'Ali Rajpur de 1941 à 1948.
- Tej-Singh, né en 1911, mort en 2009, maharadjah d'Âlwâr de 1937 à 1949.
- Mohammed-Farid-Khan, mort en 1971, Nawab d'Amb de 1936 à 1969.
- Bhavanrâo Shrinivas, né en 1868, mort en 1950, pant-prathinidi d'Aundh de 1909 à 1947.
- Bhagwantrâo Bhavanrâo, né en 1919, pant-prathinidi d'Aundh de 1947 à 1948.
- Rajendra-Singh, né en 1928, Râja de Baghal de 1945 à 1948.
- Durga-Singh, né en 1901, mort en 1977, Râna de 1911 à 1928 puis Râja de Baghat de 1928 à 1948.
- Sadik-Mohammed-Khan V, né en 1904, mort en 1966, nabab-émir de Bahawalpur de 1907 à 1955.
- Mphammed-Salabat-Khan II, né en 1944, nabab de Balasinor de 1945 à 1948.
- Vidyabushan-Singh, né en 1938, mort en 1979, rana de Balsan de 1943 à 1948.
- Bhanuganga-Tribuban-Deb, né en 1914, mort en 1982, radjah de Bamra de 1920 à 1948.
- Gholam-Ali-Khan IV, né en 1925, mort en 1983, nabab de Banganapalle en 1948.
- Indrasinji, né en 1888, mort en 1951, maharadjah de Bansda de 1911 à 1948.
- Chandravir-Singh, né en 1909, mort en 1985, maharawal de Banswara de 1944 à 1949.
- Mohammed-Moshtak-Khan, né en 1896, mort en 1977, nabab de Baoni de 1911 à 1950.
- Narayan-Chandra-Birbar, né en 1914, mort en 1954, radjah de Baramba de 1922 à 1948.
- Randjitsinhji, né en 1886, mort en 1949, maharawal de Baria de 1908 à 1948.
- Pratapsinh-Rao, né en 1908, mort en 1968, maharadjah de Baroda de 1939 à 1949.
- Devi-Singh, né en 1922, mort en 2007, rana de Barwani de 1930 à 1948.
- Pravir-Chandra-Deo, né en 1929, mort en 1966, maharadjah de Bastar de 1936 à 1948.
- Vibhuti-Narayan-Singh, né en 1927, mort en 2000, maharadjah de Bénarès de 1939 à 1949.
- Yadvendra-Singh, né en 1918, mort en 1984, radjah de Beri (en) de 1945 à 1950.
- Birpal-Indra-Singh, né en 1906, mort en 1961, rana de Bhajji de 1913 à 1947.
- Ram-Chandrapal-Singh, né en 1928, rana de Bhajji de 1947 à 1948.
- Brijendra-Singh, né en 1918, mort en 1995, maharadjah de Bharatpur de 1929 à 1949.
- Krishna-Kumarsinhji, né en 1912, mort en 1965, maharadjah-rao de Bhavnagar de 1919 à 1948.
- Sultan-Jahan-Begum, né en 1858, morte en 1930, begum de Bhopal de 1901 à 1926.
- Hamidoullah-Khan, né en 1895, mort en 1960, nabab de Bhopal de 1926 à 1949.
- Raghunath-Rao III, né en 1878, mort en 1951, pant-sachiv de Bhor de 1922 à 1936.
- Sadachiv-Rao, né en 1904, mort en 1962, radjah de Bhor de 1936 à 1948.
- Govind-Singh, né en 1934, mort en 1983, maharadjah de Bijawar de 1940 à 1950.
- Ganga-Singh, né en 1880, mort en 1943, maharadjah de Bikaner de 1887 à 1934.
- Sadul-Singh, né en 1902, mort en 1950, maharadjah de Bikaner de 1934 à 1949.
- Bijay-Chand, né en 1873, mort en 1931, radjah de Bilaspur de 1889 à 1927.
- Anand-Chand, né en 1913, mort en 1983, radjah de Bilaspur de 1927 à 1948.
- Bahadur-Singh, né en 1920, mort en 1977, maharao-radjah de Bûndî de 1945 à 1949.
- Virbhadra-Singh, né en 1934, radjah de Bussahir de 1947 à 1948.
- Hussein-Yawar-Khan II, né en 1911, nabab de Cambay de 1915 à 1948.
- Sham-Singh, né en 1866, mort en 1905, radjah de Chambâ de 1873 à 1904.
- Lakshman-Singh, né en 1924, mort en 1971, radjah de Chamba de 1935 à 1948.
- Jagendra-Singh, né en 1929, mort en 1977, maharadjah de Charkhari de 1941 à 1950.
- Bhawani-Singh, né en 1921, mort en 2006, maharadjah de Chhatarpur de 1932 à 1950.
- Virendrasinhji, né en 1907, mort en 2005, maharawal de Chhota-Udaipur de 1946 à 1948.
- Mohammed-Saïf ul-Molk, né en 1950, mehtar de Chitral de 1954 à 1969.
- Ramavarma XV, né en 1852, mort en 1932, maharadjah de Cochin de 1895 à 1914.
- Ramavarma XVIII, mort en 1964, maharadjah de Cochin de 1948 à 1949.
- Jagatdipendra-Narayan, né en 1915, mort en 1970, maharadjah de Cooch-Behar de 1922 à 1950.
- Madanasindji, né en 1909, mort en 1991, maharao de Cutch en 1948.
- Bhawanasinhji, né en 1899, mort en 1953, maharana de Danta de 1925 à 1948.
- Prithvirajsinhji, né en 1928, mort en 1989, maharana de Danta en 1948.
- Raghunath-Singh, né en 1881, mort en 1951, thakur de Darkoti de 1918 à 1948.
- Kishore-Chandra-Deo, né en 1908, mort en 1965, radjah de Daspalla de 1913 à 1948.
- Govind-Singh, né en 1886, mort en 1951, maharadjah de Datia de 1907 à 1950.
- Vikramasinh-Rao, né en 1910, mort en 1983, maharadjah de Dewas-Senior de 1937 à 1947.
- Krishnaji-Rao III, né en 1932, mort en 1999, maharadjah de Dewas-Senior de 1947 à 1948.
- Jeswant-Rao, né en 1905, mort en 1965, maharadjah de Dewas-Junior de 1943 à 1948.
- Dhulip-Singh, né en 1908, mort en 1987, rana de Dhami de 1920 à 1948.
- Anand-Rao IV, né en 1920, mort en 1989, maharadjah de Dhar de 1926 à 1948.
- Vijayadevji II, né en 1884, mort en 1952, maharadjah de Dharampur de 1921 à 1948.
- Shankar-Pratap-Singh, né en 1904, mort en 1965, maharadjah de Dhenkanal de 1918 à 1948.
- Udaibhan-Singh, né en 1893, mort en 1954, maharadjah-rana de Dholpur de 1911 à 1949.
- Meghrajji III, né en 1923, maharadjah de Dhrangadhra de 1942 à 1948.
- Daoulatsinhji, né en 1864, mort en 1947, thakur de Dhrol de 1914 à 1937.
- Chandrasinhji, né en 1912, thakur de Dhrol de 1939 à 1948.
- Iktidar-Ali-Khan, né en 1912, nabab de Dujana de 1925 à 1948.
- Lakshman-Singh, né en 1908, mort en 1989, maharawal de Dungarpur de 1918 à 1949
- Harindar-Singh, né en 1915, mort en 1989, radjah de Faridkot de 1918 à 1948.
- Bir-Udip-Pratap-Shekhar-Deo, né en 1923, mort en 1967, radjah de Gangpur de 1938 à 1950.
- Bhojirajji, né en 1883, mort en 1952, maharadjah de Gondal de 1944 à 1948.
- Jivaji-Rao, né en 1916, mort en 1961, maharadjah de Gwalior de 1925 à 1948.
- Naba-Kishore-Chandra-Singh, né en 1891, mort en 1960, radjah d'Hindol de 1906 à 1948.
- Mohammed-Jamal-Khan, né en 1930, mort en 1976, mir de Hunza de 1946 à 1974.
- Osman-Ali-Khan-Asaf-Jah VII, né en 1886, mort en 1967, nizam de Hyderabad de 1911 à 1950.
- Pratap-Singhji, né en 1845, mort en 1922, maharadjah d'Idar de 1902 à 1911.
- Himat-Singhji, né en 1899, mort en 1960, maharadjah d'Idar de 1931 à 1948.
- Tukoji-Rao III, né en 1890, mort en 1978, maharadjah d'Indore de 1893 à 1926.
- Jeswant-Rao II, né en 1908, mort en 1961, maharadjah d'Indore de 1926 à 1948.
- Man-Singh II, né en 1911, mort en 1970, maharadjah de Jaipur de 1922 à 1949.
- Girdhar-Singh, né en 1907, mort en 1950, maharawal de Jaisalmer en 1949.
- Parashuram-Rao II, né en 1926, mort en 1953, radjah de Jamkhandi de 1947 à 1948.
- Hari-Singh, né en 1895, mort en 1961, maharadjah de Jammu-et-Cachemire de 1925 à 1952.
- Narendra-Singhji, né en 1940, mort en 2005, radjah de Jamnia de 1943 à 1948.
- Mohammed-Khan II, né en 1914, mort en 1972, nabab de Janjira-et-Jafarabad de 1922 à 1948.
- Osman-Ali-Khan, né en 1916, mort en 1972, nabab de Jaora de 1947 à 1948.
- Ala-Vajsur-Kachar, né en 1905, mort en 1973, darbar de Jasdan de 1919 à 1948.
- Vijay-Bhushan-Singh, né en 1926, mort en 1982, radjah de Jashpur de 1931 à 1948.
- Vijayasinh-Rao, né en 1909, mort en 1998, deshmukh de 1928 à 1936 puis radjah de Jath de 1936 à 1948.
- Patang-Shah V, né en 1917, mort en 1978, radjah de Jawhar de 1927 à 1948.
- Dhulip-Singh, né en 1905, mort en 1965, radjah de Jhabua de 1943 à 1948.
- Harish-Chandra-Singh, né en 1921, mort en 1967, maharadjah-rana de Jhalawar de 1943 à 1949.
- Rajbir-Singh, né en 1918, mort en 1959, maharadjah de Jînd en 1948.
- Bhim-Singh, né en 1915, rana de Jobat de 1917 à 1948.
- Hanwant-Singh, né en 1923, mort en 1952, maharadjah de Jodhpur de 1947 à 1949.
- Baghat-Chandra, né en 1888, mort en 1951, radjah-rana de Jubbal de 1910 à 1946.
- Digvijay-Chandra, né en 1913, mort en 1966, radjah-rana de Jubbal de 1946 à 1948.
- Mohammed-Mahabat-Khanji III, né en 1900, mort en 1959, nabab de Junagadh de 1911 à 1948.
- Pratap-Kishore-Deo, né en 1919, maharadjah de Kalahandi de 1939 à 1948.
- Gholam-Khwaja-Moïnuddin-Khan, né en 1887, mort en 1958, darbar-nabab de Kamadhia de 1934 à 1948.
- Dhruv-Chandra, né en 1923, mort en 1988, radjah de Kangra de 1933 à 1948.
- Bhanupratap-Dev, né en 1922, mort en 1969, maharadjah de Kanker de 1925 à 1948.
- Jagatjit Singh, né en 1872, mort en 1949, radjah de 1877 à 1911 puis maharadjah de Kapurthala de 1911 à 1948.
- Ganesh-Pal, mort en 1984, maharadjah de Karauli de 1947 à 1949.
- Dharamraj-Singh, né en 1910, mort en 1959, thakur de Kawardha de 1920 à 1948.
- Ahmed-Yar-Khan, né en 1904, mort en 1979, khan de Kélat de 1933 à 1955.
- Hitendra-Sen, né en 1925, mort en 2002, radjah de Keonthal de 1940 à 1948.
- Birendra-Bahadur-Singh, né en 1914, radjah de Khairagarh de 1918 à 1948.
- Faiz-Mohammed-Khan II, né en 1913, mort en 1954, mir de Khairpur de 1935 à 1947.
- Ali-Mourad-Khan II, né en 1933, mir de Khairpur de 1947 à 1955.
- Yashodar-Singh, né en 1918, radjah de Khilchipur de 1942 à 1948.
- Sumair-Singh, né en 1929, mort en 1971, maharadjah de Kishangarh de 1939 à 1949.
- Shahaji II, né en 1910, mort en 1983, maharadjah de Kolhapur de 1947 à 1949.
- Rmanuj-Pratap-Singh-Deo, né en 1901, mort en 1954, radjah de Korea de 1909 à 1948.
- Bhim-Singh II, né en 1909, mort en 1991, maharao de Kotah de 1941 à 1949.
- Vashisht-Chand, né en 1898, mort en 1970, rana de Koti de 1944 à 1948.
- Bhagwant-Singh, né en 1907, mort en 1960, radjah de Kulu de 1921 à 1947.
- Mahendra-Singh, né en 1927, mort en 1989, radjah de Kulu de 1947 à 1948.
- Sumeshawar-Singh, né en 1930, mort en 1996, rana de Kumharsain de 1945 à 1948.
- Sarwar-Ali-Khan, né en 1901, mort en 1986, nabab de Kurwai de 1906 à 1948.
- Krishna-Chand, né en 1905, mort en 1956, rana de Kuthar de 1930 à 1948.
- Mahendra-Pal, né en 1934, radjah de Kutlehar de 1937 à 1950.
- Gholam-Kader-Khan, né en 1920, mort en 1988, saheb de Las Bela de 1937 à 1955.
- Chhatarsalji, né en 1940, thakur de Limbdi de 1941 à 1948.
- Amiruddin-Ahmed-Khan, né en 1860, mort en 1937, nabab de Loharu de 1884 à 1920.
- Aminuddin-Ahmed-Khan II, né en 1911, mort en 1983, nabab de Loharu de 1926 à 1948.
- Virbhadra-Singhji, né en 1910, mort en 1986, maharadjah de Lunavada de 1929 à 1948.
- Iftikhar-Ali-Khan, né en 1904, mort en 1982, nabab de Maler-Kotla de 1947 à 1948.
- Gholam-Moïn ed-Din-Khanji, né en 1911, mort en 2003, khan de Manavadar de 1918 à 1948.
- Jogindar-Sen, né en 1904, mort en 1986, radjah de Mandi de 1913 à 1948.
- Bodha-Chandra-Singh, né en 1909, mort en 1955, maharadjah de Manipur de 1941 à 1949.
- Ram-Chandra-Bhanj-Deo, né en 1871, mort en 1913, maharadjah de Mayurbhanj de 1882 à 1912.
- Pratap-Chandra-Bhanj-Deo, né en 1901, mort en 1968, maharadjah de Mayurbhanj de 1928 à 1949.
- Lakhdhiraji, né en 1876, mort en 1957, thakur de 1922 à 1926 puis maharadjah de Morvi de 1926 à 1948.
- Mahendrasinhji, né en 1918, mort en 1957, maharadjah de Morvi en 1948.
- Bhairivsinh-Rao, né en 1929, mort en 1984, radjah de Mudhol de 1937 à 1948.
- Jaya-Chamorajendra II, né en 1919, mort en 1974, maharadjah de Mysore de 1940 à 1949.
- Ripudaman-Singh, né en 1883, mort en 1943, maharadjah de Nâbha de 1911 à 1928.
- Pratap-Singh, né en 1919, mort en 1995, maharadjah de Nâbha de 1928 à 1948.
- Rajendra-Chand, mort en 1970, radjah de Nadaun de 1935 à 1950.
- Showkat-Ali-Khan, mort en 2003, mir de Nagar de 1940 à 1974.
- Mahendra-Singh, né en 1916, radjah de Nagod de 1926 à 1950.
- Surendra-Singh, né en 1922, mort en 1971, radjah de Nalagarh de 1946 à 1948.
- Vikram-Singh, né en 1909, mort en 1957, radjah de Narsingarh de 1924 à 1948.
- Divijaysinghji, né en 1895, mort en 1966, maharadjah de Nawanagar de 1933 à 1948.
- Vir-Singh, né en 1899, mort en 1956, maharadjah d'Orchha de 1930 à 1950.
- Taley-Mohammed-Khan, né en 1883, mort en 1957, nabab de Palanpur de 1918 à 1948.
- Iftikhar-Ali-Khan, né en 1910, mort en 1952, nabab de Pataudi de 1917 à 1948.
- Raghuvirsinhji, né en 1926, desai de Patdi de 1928 à 1940.
- Pratapsinhji, né en 1895, mort en 1978, desai de Patdi de 1941 à 1948.
- Yadavindra-Singh, né en 1913, mort en 1974, maharadjah de Patiala de 1938 à 1948.
- Rajendra-Narayan-Singh-Deo, né en 1912, mort en 1975, maharadjah de Patna de 1924 à 1948.
- Maloji-Rao IV, né en 1896, mort en 1978, radjah de Phaltan de 1916 à 1948.
- Shiv-Ratan-Singh, né en 1925, radjah de Poonch de 1940 à 1952.
- Natwarsinhji, né en 1901, mort en 1982, maharadjah de Porbandar de 1908 à 1948.
- Ambika-Pratap-Singh, né en 1940, maharawat de Pratapgarh en 1949.
- Radjagopala Ier, né en 1922, mort en 1997, radjah de Pudukkottai de 1928 à 1948.
- Bikramaditya-Singh, né en 1936, radjah de Rajgarh de 1936 à 1948.
- Pradyumansinhji, né en 1913, mort en 1973, thakur de Rajkot de 1940 à 1948.
- Vijayasinhji, né en 1890, mort en 1951, maharana de 1915 à 1921 puis maharadjah de Rajpipla de 1921 à 1948.
- Raza-Ali-Khan, né en 1908, mort en 1966, nabab de Rampur de 1930 à 1949.
- Brajendra-Chandra-Narendra, né en 1928, mort en 1980, radjah de Ranpur de 1945 à 1948.
- Lokendra-Singh, né en 1927, mort en 1991, maharadjah de Ratlam de 1947 à 1948.
- Gulab-Singh, né en 1903, mort en 1950, maharadjah de Rewa de 1918 à 1946.
- Martand-Singh, né en 1923, mort en 1995, maharadjah de Rewa de 1946 à 1950.
- Mohammed-Haïdar-Yakut-Khan, né en 1909, mort en 1970, nabab de Sachin de 1930 à 1948.
- Dhulip-Singh, né en 1891, mort en 1961, radjah de Sailana de 1919 à 1948.
- Radha-Charan-Singh, né en 1914, radjah de Samthar de 1935 à 1950.
- Jeswant-Rao, né en 1908, mort en 1996, radjah de Sandur de 1928 à 1949.
- Chintaman-Rao II, né en 1890, mort en 1965, rao de 1901 à 1932 puis radjah de Sangli de 1932 à 1948.
- Naresh-Chandra-Singh, né en 1908, mort en 1987, radjah de Sarangârh de 1946 à 1948.
- Mahipal-Singh, né en 1898, mort en 1983, radjah de Sarila de 1898 à 1950.
- Shivram-Savant, né en 1927, mort en 1995, radjah de Savantvadi de 1937 à 1948.
- Abdul-Medjid-Khan II, né en 1890, mort en 1954, nabab de Savanur de 1892 à 1948.
- Aditya-Pratap-Singh, né en 1887, mort en 1969, maharadjah de Seraikela de 1931 à 1948.
- Umaid-Singh II, né en 1876, mort en 1955, radjah de Shahpura de 1932 à 1947.
- Sudershandev-Singh, né en 1915, mort en 1992, radjah de Shahpura de 1947 à 1949.
- Harmahendra-Singh, né en 1919, mort en 2004, radjah de Siba de 1932 à 1948.
- Rajendra-Prakash, né en 1913, mort en 1964, maharadjah de Sirmur de 1933 à 1948.
- Keshri-Singh, né en 1857, mort en 1925, maharao de Sirohi de 1875 à 1920.
- Tej-Singh, né en 1943, maharao de Sirohi de 1946 à 1949.
- Rajram-Singh II, né en 1880, mort en 1967, radjah de Sitamau de 1900 à 1948.
- Sudhansu-Shekhar-Singh, né en 1899, mort en 1963, maharadjah de Sonepur (en) de 1937 à 1948.
- Lakshman-Sen, né en 1895, mort en 1970, radjah de Suket de 1919 à 1948.
- Ramanuj-Saran-Singh, né en 1895, mort en 1965, maharadjah de Surgujâ de 1917 à 1948.
- Abdul-Wadud-Khan, né en 1882, mort en 1971, wali de Swat de 1917 à 1949.
- Jahanzed-Khan, né en 1908, mort en 1987, wali de Swat de 1949 à 1969.
- Hrudaya-Chandra-Dev-Birabar, né en 1902, mort en 1970, radjah de Talcher de 1945 à 1948.
- Narendra-Shah, né en 1898, mort en 1950, maharadjah de Tehri-Garhwal de 1913 à 1946.
- Manabendra-Shah, né en 1921, mort en 2007, maharadjah de Tehri-Garhwal de 1946 à 1949.
- Baljit-Singh, né en 1934, rana de Tharoch de 1944 à 1948.
- Karan-Chand, né en 1904, mort en 1962, thakur de Theog de 1940 à 1948.
- Sudarshan-Birbar-Singh, mort en 1970, radjah de Tigiria de 1933 à 1948.
- Ismaïl-Ali-Khan, né en 1917, mort en 1974, nabab de Tonk de 1948 à 1949.
- Balaramavarma II, né en 1912, mort en 1991, maharadjah de Travancore de 1924 à 1949.
- Kirit-Bikram-Kishore, né en 1933, mort en 2006, maharadjah de Tripura de 1947 à 1949.
- Bhopal-Singh, né en 1884, mort en 1955, maharana d'Udaipur (Mewar) de 1930 à 1949.
- Chandra-Chur-Prasad-Singh, né en 1923, radjah d'Udaipur de 1926 à 1948.
- Hamirsinhji II, né en 1902, mort en 1986, maharao de Vijayanagar de 1916 à 1948.
- Surendrasinhji, né en 1922, thakur de Wadhwan de 1934 à 1948.
- Amarsinhji, né en 1879, mort en 1954, maharana de Wankaner de 1881 à 1948.

## IranetPerse
- Mohammad Ali Shah, né en 1872, mort en 1925, chah de Perse de 1907 à 1909.
- Ahmad Shah Qajar, né en 1898, mort en 1930, chah de Perse de 1909 à 1925.
- Reza Pahlavi, né en 1878, mort en 1944, chah de Perse de 1925 à 1935 puis d'Iran de 1935 à 1941.
- Mohammad Reza Pahlavi, né en 1919, mort en 1980, chah d'Iran de 1941 à 1979.

## Islande
- Christian Ier, né en 1870, mort en 1947, roi d'Islande de 1918 à 1944.

## Italie
- Humbert II, né en 1904, mort en 1983, roi d'Italie en 1946.

## Jordanie
- Talal, né en 1909, mort en 1972, roi de Jordanie de 1951 à 1952.

## Khiva
- Abdallah-Khan II, né en 1870, mort en 1923, khan de Khiva de 1919 à 1920.

## Koweït
- Saad Al-Abdullah Al-Salim Al-Sabah, né en 1930, mort en 2008, émir de Koweït en 2006.

## Kurdistan
- Mahmoud Ier, né en 1878, mort en 1956, roi du Kurdistan de 1922 à 1924.

## Laos
- Savang Vatthana, né en 1907, mort en 1978, roi du Laos de 1959 à 1975.

## Libye
- Idris Ier, né en 1889, mort en 1983, roi de Libye de 1951 à 1969.

## Lituanie
- Mindaugas II, né en 1864, mort en 1928, roi de Lituanie en 1918.

## Luxembourg
- Marie-Adélaïde, née en 1894, morte en 1924, grande-duchesse de Luxembourg de 1912 à 1919.
- Charlotte, née en 1896, morte en 1985, grande-duchesse de Luxembourg de 1919 à 1964.
- Jean, né en 1921, mort en 2019, grand-duc de Luxembourg de 1964 à 2000.

## Maldives
- Mohammed-Shamsuddin III, né en 1879, mort en 1935, sultan des Maldives en 1893 et de 1903 à 1934.
- Mohammed-Imaduddin VI, né en 1868, mort en 1932, sultan des Maldives de 1893 à 1903.
- Hassan-Nouruddin II, né en 1902, mort en 1967, sultan des Maldives de 1935 à 1943.
- Mohammed-Farid Ier, né en 1901, mort en 1969, sultan de 1954 à 1965 puis roi des Maldives de 1965 à 1968.

## Maroc
- Moulay Abdelaziz, né en 1878, mort en 1943, sultan du Maroc de 1894 à 1908
- Moulay Abdelhafid, né en 1875, mort en 1937, sultan du Maroc de 1908 à 1912
- Mohammed ben Arafa, né en 1886, mort en 1976, sultan du Maroc de 1953 à 1955

## Monténégro
- Nicolas Ier, né en 1841, mort en 1921, prince de 1860 à 1910 puis roi de Monténégro de 1910 à 1918.

## Najran
- Ali II, mort en 1936, dai de Najran de 1912 à 1934.

## Norvège
- Oscar II, né en 1829, mort en 1907, roi de Norvège de 1872 à 1905.

## Oman
- Taimour ibn Fayçal, né en 1886, mort en 1965, sultan de Mascate-et-Oman de 1913 à 1932.
- Saïd ibn Taimour, né en 1910, mort en 1972, sultan de Mascate-et-Oman de 1932 à 1970.

## Pays-Bas
- Wilhelmine, née en 1880, morte en 1967, reine des Pays-Bas de 1890 à 1948.
- Juliana, née en 1909, morte en 2004, reine des Pays-Bas de 1948 à 1980.

## Portugal
- Manuel II, né en 1889, mort en 1932, roi de Portugal de 1908 à 1910.

## Qatar
- Abdullah Jasim Al Thani, né vers 1876, mort en 1957, émir de Qatar de 1913 à 1949.
- Ali bin Abdullah Al Thani, né en 1903, mort en 1974, émir de Qatar de 1949 à 1960.
- Ahmad ibn Ali Al Thani, né en 1917, mort en 1977, émir de Qatar de 1960 à 1972.
- Khalifa bin Hamad Al Thani, né en 1932, mort en 2016, émir de Qatar de 1972 à 1995.

## Ras el Khaïmah
- Khaled II, né en 1875, mort en 1937, émir de Ras el Khaïmah de 1914 à 1921.

## Roumanie
- Michel Ier, né en 1921, mort en 2017, roi de Roumanie de 1927 à 1930 et de 1940 à 1947.
- Charles II, né en 1893, mort en 1953, roi de Roumanie de 1930 à 1940.

## Royaume-Uni
- Édouard VIII, né en 1894, mort en 1972, roi de Grande-Bretagne en 1936.

## Russie
- Nicolas II, né en 1868, mort en 1918, empereur de Russie de 1894 à 1917.

## Samos
- Alexandre II Mavroyénis, né en 1845, mort en 1929, prince de Samos de 1902 à 1904.
- Jean II Vithynos, né en 1847, mort en 1912, prince de Samos de 1904 à 1906.
- Constantin IV Karathéodory, né en 1841, mort en 1922, prince de Samos de 1906 à 1907.
- Grégoire Ier Végléris, né en 1862, mort en 1948, prince de Samos en 1912.

## Siam(Thaïlande)
- Rama VII, né en 1893, mort en 1941, roi de Siam de 1925 à 1935.

## Sikkim
- Palden Thondup Namgyal, né en 1923, mort en 1982, chogyal de Sikkim de 1963 à 1975.

## Syrie
- Fayçal ibn Hussein, né en 1883, mort en 1933, roi de Syrie en 1920.

## Tunisie
- Moncef Bey, né en 1881, mort en 1948, bey de Tunisie de 1942 à 1943.
- Lamine Bey, né en 1881, mort en 1962, bey de Tunisie de 1943 à 1957.

## Turquie
- Abdülhamid II, né en 1842, mort en 1918, sultan de Turquie de 1876 à 1909.
- Mehmed VI, né en 1861, mort en 1926, sultan de Turquie de 1918 à 1922.

## Viêt Nam
- Duy Tân, né en 1899, mort en 1945, empereur du Viêt Nam de 1906 à 1916.
- Bảo Đại, né en 1913, mort en 1997, empereur du Viêt Nam de 1926 à 1945, puis chef d'état du Viêt Nam du Sud de 1949 à 1955.

## YémenetÉtats yéménites
- Muhammad al-Badr, né en 1926, mort en 1996, imam et roi du Yémen en 1962.
- Salih de Beïhan, né en 1935, émir de Beïhan de 1935 à 1967.
- Fadhl VI, né en 1930, sultan de Lahedj de 1958 à 1967.
- Hussein Ier Sayoum, né en 1912, sultan de Sayoum de 1950 à 1967.
- Ghalib II, né en 1948, sultan de Shihr-et-Mukalla de 1966 à 1967.
- Abdallah IV, né en 1890, mort en 1936, sultan de Zinjibar de 1927 à 1929.
- Salih Ier, né en 1913, mort en 1973, sultan de Zinjibar de 1936 à 1941.
- Ahmed VI, né en 1930, sultan de Zinjibar de 1962 à 1964.
- Nasser Ier, né en 1933, sultan de Zinjibar de 1964 à 1967.

## Yougoslavie
- Pierre II, né en 1923, mort en 1970, roi de Yougoslavie de 1934 à 1945.